# TSG 1899 Hoffenheim
Pour la section féminine, voir TSG 1899 Hoffenheim (féminines).
Maillots
Actualités
Le TSG 1899 Hoffenheim ou Turn- und Sportgemeinschaft 1899 Hoffenheim e.V. est un club de football allemand basé à Sinsheim-Hoffenheim dans le Bade-Wurtemberg, dans la région de Stuttgart.
Propriété du milliardaire allemand Dietmar Hopp, le club se distingue par sa situation dans la ville d'Hoffenheim comprenant environ 3 300 habitants. Son stade est situé à quelques kilomètres de Sinsheim qui compte près de 36 000 habitants. 
Le club évolue en Bundesliga depuis la saison 2008-2009.

## Repères historiques

### Genèse du club (1945-1990)
L'ère moderne du TSG 1899 Hoffenheim débute en 1945, quand le club de gymnastique Turnverein Hoffenheim datant de 1899 et le club de football Fußballverein Hoffenheim fondé en 1921 fusionnent.
Le club reste un inconnu de la 8e division allemande, la Kreisliga A, tentant en vain de passer à l'étape supérieure de 1950 à 1990. Champion de Kreisliga A en 1988, les tout nouveaux promus sont reversés à nouveau dans cette ligue en terminant 15e de Bezirkliga, la 7e division allemande.

### L'ère Hopp (depuis 1990)

#### Le lancement de la remontée du club en première division (1990-2008)
En 1990 arrive au sein du club Dietmar Hopp, ancien joueur d'Hoffenheim et jeune cofondateur de SAP dans les années 1970, leader Outre-Rhin de la conception de logiciels, avec quoi il fit fortune. Le milliardaire commence à aider financièrement le club. Hoffenheim est champion de Kreisliga A en 1991, de Bezirkliga la saison suivante, de Landesliga en 1996, de Verbandsliga en 2000 puis de Oberliga en 2001. Malgré cette spectaculaire montée du club de cinq divisions en onze ans, il s'avère ensuite que les investissements cédés sur des joueurs et la formation laissent stagner le club en Regionalliga Sud (III), la troisième division allemande.
Le problème réside dans la professionnalisation du club. Les fonds injectés ne participent pas à créer une vraie philosophie, voire un vrai projet. Hopp tente notamment de convaincre en vain le FC Astoria Walldorf, le SV Sandhausen et le FC Heidelberg d'accepter le financement d'un stade approprié aux normes de la Bundesliga. Le milliardaire allemand ayant un différend avec la ville de Heidelberg sur les impacts environnementaux du futur stade, le projet est renvoyé provisoirement au placard. Les bons résultats en coupe d'Allemagne ne suffisent pas à faire oublier les quatre saisons d'affilée où le club reste entre la 13e et 5e place. Les résultats manquent, Hopp décide de s'attacher les services d'un certain Ralf Rangnick.
Ralf Rangnick est alors un entraîneur libre mais qui restait sur une participation à la Ligue des champions avec Schalke 04 quelques mois plus tôt. Le pari est osé mais il est le profil parfait pour Hopp, notamment sur sa vision du jeu très offensive et agressive basée sur peu de touches de balles et une récupération rapide et efficace lors de la perte du ballon. L'arrivée de Rangnick est un tremplin qui permet au club d'Hoffenheim d'être second en Regionalliga Sud (III) et de passer en Bundesliga (II) où il termine aussi second la saison suivante. Pour la première fois de son histoire, le TSG Hoffenheim atteint la Bundesliga en 2008.

#### Découverte et installation du club en Bundesliga (2008-2013)
Le club, nouvellement promu, est une révélation de la première partie de saison 2008-2009 où l'équipe termine championne d'Automne. Son jeu ultra offensif crée la sensation. A titre d'exemple, lors de la cinquième journée, il écrase dans tous les domaines le Borussia Dortmund de Jürgen Klopp (4-1) grâce à un doublé de l'excellent Vedad Ibišević. « C'est exactement comme ça qu'il faut jouer » affirmera par la suite l’entraîneur des Borussen qui semblera s'inspirer de ce fait de jeu pour appliquer ce style offensif à son équipe avec qui il remportera le championnat deux saisons plus tard. Hoffenheim termine sa première saison de promu à une septième place plus qu'honorable avec des statistiques gonflées notamment par les buteurs révélés comme le Sénégalais Demba Ba (14 réalisations) et le Bosniaque Vedad Ibišević (18 réalisations) malheureusement blessé en milieu de saison et qui provoquera en partie une chute du club au classement général.
C'est aussi l'année où la construction du stade est enfin décidée. Hoffenheim ne joue à ce moment-là que dans l’exiguë Dietmar Hopp-Stadion, datant de 1999, particulièrement retouché à chaque passage de division et qui ne comporte pas plus de 6350 places assises. Le début de saison 2008-2009 se passe néanmoins dans le Carl-Benz-Stadion de Mannheim à proximité d'Hoffenheim qui dispose de 27 000 places et qui rentre dans les normes de la première division allemande. Le Wirsol Rhein-Neckar-Arena est inauguré début 2009. Cette enceinte moderne, ayant la capacité d'accueillir 30 000 personnes, est alors financée en partie par Dietmar Hopp ainsi que par plusieurs entreprises de la région. Une grande cérémonie d'ouverture a lieu le 24 janvier 2009 durant laquelle le TSG Hoffenheim atomise une sélection du Rhin-Neckar (6-2). Le premier match officiel du club a lieu le 31 janvier 2009 et se solde par une victoire (2-0) des locaux face à l'Energie Cottbus.
La réussite sportive du club n'est néanmoins pas sans accrocs. L'arrivée de ce jeune club milliardaire a rapidement provoqué beaucoup de critiques à son encontre, l'Allemagne du football ne décelant pas chez lui le côté traditionnel des clubs de Bundesliga comme on le retrouvait chez le VfL Wolfsburg ou le Bayer Leverkusen certes aidés financièrement
par des firmes multinationales (entre autres Volkswagen dans l'automobile et Bayer dans le domaine pharmaceutique) mais attachés à une grande histoire derrière eux. Il va même jusqu'à s'attirer les foudres de certains représentants des instances du football allemand, notamment
l'un des directeurs généraux du Borussia Dortmund, Hans-Joachim Watzke, qui estime que « la Bundesliga n'a pas besoin de tels clubs ». Le club provoque la jalousie des supporters de certains clubs comme le démontre cette cinquième journée de championnat 2008-2009 où des supporters adverses avaient parodié sur une banderole une réplique de Terminator ; « Hasta la vista Hopp » en référence au milliardaire Dietmar Hopp. Les hostilités étaient parfois violentes. Peter Zeidler, alors entraineur-adjoint de Rangnick à l'époque, confiait avoir été surpris quand, en 2008, lors d'un déplacement sur le terrain du FC Sankt Pauli des supporters leur avaient jeté des pièces de monnaie. Les polémiques surviennent ensuite, à l'image de cette première journée de Bundesliga où le club gagna à domicile face au Borussia Dortmund (1-0). Il s'avère par la suite qu'un haut-parleur installé sous les tribunes des visiteurs rendit inaudible les chants hostiles des supporters de Dortmund à l'égard du président Hopp. L'affaire se transforma en scandale, nommé « Soundgate » mais s'éclipsa peu après qu'un communiqué du président dénonça l'acte indépendant d'un jardinier du club.
L'après 2008 voit le club se stabiliser en première division. La saison 2009-2010 repart sur les mêmes bases mais la baisse de régime du club seulement promu d'une saison se fait sentir. Les supporters font savoir leur mécontentement lors d'une phase où le club flirtait avec la relégation. Le bilan reste mitigé avec une onzième place acquise au lieu des places européennes espérées ainsi que la démission du directeur général Jan Schindelmeiser en juin 2010. Le club arrive à se maintenir grâce à la confirmation du bosniaque Vedad Ibišević ainsi que du passeur brésilien Carlos Eduardo qui quitte le club en fin de saison pour le Rubin Kazan. La saison 2010-2011 commence de bonne manière. Le club menant la tête du championnat de la première à la troisième journée. C'est sans compter le transfert de Luiz Gustavo lors du mercato d'hiver pour environ 18 millions d'euros. Les conflits internes liés au transfert du milieu de terrain Brésilien poussent l’entraîneur Ralf Rangnick à arrêter son aventure bleue et blanche. Marco Pezzaiuoli est nommé pour lui succéder mais il ne peut empêcher la descente du club vers une seconde onzième place en deux saisons. Au vu des résultats décevants, il est ensuite remplacé par l'entraineur du FC Sankt Pauli, Holger Stranislawski. La saison 2011-2012 est caractérisée par une mi-saison mouvementée avec le départ de l'attaquant Vedad Ibisevic pour environ 4,5 millions d'euros au VfB Stuttgart et le limogeage de l’entraîneur à la suite d'une élimination de son équipe en quart de finale de DFB-Pokal lequel est remplacé par Markus Babbel. Ce dernier ne fait pas mieux que la dernière saison en retournant à une énième onzième place en fin de saison. Markus Babbel est lui aussi remercié en milieu de saison 2012-2013 pour de mauvais résultats et est remplacé par l'intérimaire Franck Kramer qui ne peut empêcher d'atteindre la seizième place de Bundesliga après deux défaites de suite. En janvier 2013 est nommé en tant qu’entraîneur l'Allemand Marko Kurz, qui a notamment géré l'équipe du FC Kaiserslautern mais qui n'arrive pas à emmener l'équipe hors de la zone de relégation directe. Il faut attendre un énième et dernier remplacement par Markus Gisdol qui réussit à placer en toute dernière journée le club à la seizième place synonyme de barrage contre le troisième de Bundesliga 2 (II) grâce à une victoire (2-1) contre le Borussia Dortmund. Le TSG Hoffenheim se défait finalement du FC Kaiserslautern en barrages grâce à un très bon Roberto Firmino auteur d'un doublé lors du match aller remporté (3-1). La victoire (2-1) au retour permet au club de rester en Bundesliga.

#### Rehaussement du club et un avenir vers l'Europe
La saison 2013-2014 est synonyme de remontée dans le haut de tableau. Gisdol envoie à la fin de saison l'équipe à une encourageante 9e place. Hoffenheim se caractérise par son impressionnante attaque, la troisième du pays avec 72 réalisations, emmené par un Roberto Firmino en ébullition, auteur de 22 buts et de 14 passes décisives cette saison-là (championnat et coupes compris) ainsi que par des attaquants décisifs comme le Français Anthony Modeste ou l'espoir allemand Kevin Volland, auteurs respectivement de 14 et 12 réalisations. Malgré la force de l'attaque, le club se caractérise toujours par une grande faiblesse défensive avec près de 70 buts encaissés, ce qui fait du club la seconde pire défense du championnat. L'équipe est notamment impliquée dans deux des matchs les plus prolifiques de la saison avec notamment une victoire (6-2) à domicile contre le VfL Wolfsburg et un revers (2-6) sur le terrain du VfB Stuttgart.
La saison 2016-2017 est une saison historique pour Hoffenheim. Mené par le plus jeune coach en Europe, Julian Nagelsmann âgé de 29 ans, le club réalise l'exploit de terminer quatrième et donc de se qualifier pour les barrages de la Ligue des champions. Cette saison là, Hoffenheim est également la seule équipe à ne pas avoir perdu contre le champion, le Bayern Munich, tant à l'aller, avec un score de 1-1, ou au retour, avec une victoire 1-0.

## Joueurs et personnalités du club

### Effectif professionnel actuel
En grisé, les sélections de joueurs internationaux chez les jeunes mais n'ayant jamais été appelés aux échelons supérieurs une fois l'âge-limite dépassé ou les joueurs ayant pris leur retraite internationale.

### Anciens joueurs
- Leonardo Bittencourt
- Marvin Compper
- Timo Hildebrand
- Peniel Mlapa
- Sebastian Rudy
- Niklas Süle
- Mark Uth
- Kevin Volland
- David Alaba
- Koen Casteels
- Vedad Ibišević
- Carlos Eduardo
- Fabrício
- Roberto Firmino
- Luiz Gustavo
- Joelinton
- Maicosuel
- Eduardo Vargas
- Boubacar Sanogo
- Francisco Copado
- Joselu
- Ádám Szalai
- Gylfi Þór Sigurðsson
- Munas Dabbur
- Vincenzo Grifo
- Chinedu Obasi
- Tarik Elyounoussi
- Ryan Babel
- Luis Advíncula
- Demba Ba
- Fabian Schär
- Steven Zuber

### Entraîneurs
Depuis 1979 à aujourd'hui, le club du TSG 1899 Hoffenheim a vu passer 33 entraîneurs sur son banc, le dernier en date étant Christian Ilzer.
| Rang | Nom                 | Période               |
| ---- | ------------------- | --------------------- |
| 1    | Helmut Zuber        | 1979- 1982            |
| 2    | Meinard Stadelbauer | 1982- 1982            |
| 3    | Rudi Ebel           | 1982- 1984            |
| 4    | Klaus Keller        | 1984- 1985            |
| 5    | Helmut Jedele       | 1986- 1989            |
| 6    | Gerhard Boll        | 1989- 1990            |
| 7    | Egon Ludwig         | 1990- 1992            |
| 8    | Hans Schreiner      | 1992- 1994            |
| 9    | Roland Schmitt      | 1994- mars 1998       |
| 10   | Alfred Schön        | mars 1998- juil. 1998 |
| 11   | Raimund Lietzau     | juil. 1998- mars 1999 |
| 12   | Günter Hillenbrand  | mars 1999- août 1999  |

| Rang | Nom                              | Période                |
| ---- | -------------------------------- | ---------------------- |
| 13   | Riko Weigand                     | août 1999- mars 2000   |
| 14   | Alfred Schön                     | mars 2000- juil. 2000  |
| 15   | Hansi Flick                      | juil. 2000- nov. 2005  |
| 16   | Roland Dickgießer (en) (intérim) | nov. 2005- janv. 2006  |
| 17   | Lorenz-Günther Köstner           | janv. 2006- mai 2006   |
| 18   | Alfred Schön (intérim)           | mai 2006- juin 2006    |
| 19   | Ralf Rangnick                    | juil. 2006- janv. 2011 |
| 20   | Marco Pezzaiuoli                 | janv. 2011- juin 2011  |
| 21   | Holger Stanislawski (en)         | juil. 2011- févr. 2012 |
| 22   | Markus Babbel                    | févr. 2012- déc. 2012  |
| 23   | Frank Kramer (en) (intérim)      | déc. 2012- janv. 2013  |
| 24   | Marco Kurz (en)                  | janv. 2013- avril 2013 |

| Rang | Nom                        | Période                |
| ---- | -------------------------- | ---------------------- |
| 25   | Markus Gisdol              | avril 2013- -oct. 2015 |
| 26   | Huub Stevens               | oct. 2015- févr. 2016  |
| 27   | Julian Nagelsmann          | fév. 2016- juin 2019   |
| 28   | Alfred Schreuder           | juil. 2019- juin 2020  |
| 29   | Marcel Rapp (en) (interim) | juin 2020- juil. 2020  |
| 30   | Sebastian Hoeneß           | juil. 2020- mai 2022   |
| 31   | André Breitenreiter        | mai 2022- févr. 2023   |
| 32   | Pellegrino Matarazzo       | févr. 2023- nov. 2024  |
| 33   | Christian Ilzer (en)       | nov. 2024- ?           |

## Bilan sportif

### Palmarès
- Championnat d'Allemagne
  - Meilleure performance : 3e en 2018
- Championnat d'Allemagne D2
  - Vice-champion : 2008
- Championnat d'Allemagne D3
  - Vice-champion : 2007 (Région Sud)

### Résultats du club

#### TSG Hoffenheim
| Année     | Division                        | Position |
| 1999-2000 | Verbandsliga Nordbaden (V)      | 1er ↑    |
| 2000-01   | Oberliga Baden-Württemberg (IV) | 1er ↑    |
| 2001-02   | Regionalliga Sud (III)          | 13e      |
| 2002-03   | Regionalliga Sud                | 5e       |
| 2003-04   | Regionalliga Sud                | 5e       |
| 2004-05   | Regionalliga Sud                | 7e       |
| 2005-06   | Regionalliga Sud                | 4e       |
| 2006-07   | Regionalliga Sud                | 2d ↑     |
| 2007-08   | Bundesliga 2 (II)               | 2d ↑     |
| 2008-09   | Bundesliga 1 (I)                | 7e       |
| 2009-10   | Bundesliga 1 (I)                | 11e      |
| 2010-11   | Bundesliga 1 (I)                | 11e      |
| 2011-12   | Bundesliga 1 (I)                | 11e      |
| 2012-13   | Bundesliga 1 (I)                | 16e      |
| 2013-14   | Bundesliga 1 (I)                | 9e       |
| 2014-15   | Bundesliga 1 (I)                | 8e       |
| 2015-16   | Bundesliga 1 (I)                | 15e      |
| 2016-17   | Bundesliga 1 (I)                | 4e       |
| 2017-18   | Bundesliga 1 (I)                | 3e       |
| 2018-19   | Bundesliga 1 (I)                | 9e       |
| 2019-20   | Bundesliga 1 (I)                | 6e       |
| 2020-21   | Bundesliga 1 (I)                | 11e      |
| 2021-22   | Bundesliga 1 (I)                | 9e       |
| 2022-23   | Bundesliga 1 (I)                | 12e      |
| 2022-24   | Bundesliga 1 (I)                | 7e       |
| 2024-25   | Bundesliga 1 (I)                | 15e      |

#### TSG Hoffenheim II
| Année   | Division                        | Position |
| 2000-01 | Landesliga Nordbaden II (VI)    | 1er ↑    |
| 2001-02 | Verbandsliga Nordbaden (V)      | 2e       |
| 2002-03 | Verbandsliga Nordbaden          | 2e ↑     |
| 2003-04 | Oberliga Baden-Württemberg (IV) | 10e      |
| 2004-05 | Oberliga Baden-Württemberg      | 8e       |
| 2005-06 | Oberliga Baden-Württemberg      | 6e       |
| 2006-07 | Oberliga Baden-Württemberg      | 8e       |
| 2007-08 | Oberliga Baden-Württemberg      | 5e       |
| 2008-09 | Oberliga Baden-Württemberg (V)  | 2e       |
| 2009-10 | Oberliga Baden-Württemberg (V)  | 1er      |
| 2010-11 | Regionalliga Süd (IV)           | 5e       |
| 2011-12 | Regionalliga Süd (IV)           | 7e       |
| 2012-13 | Regionalliga Süd (IV)           | 9e       |
| 2013-14 | Regionalliga Süd (IV)           | 10e      |
| 2014-15 | Regionalliga Süd (IV)           | 9e       |
| 2015-16 | Regionalliga Süd (IV)           | 3e       |
| 2016-17 | Regionalliga Süd (IV)           | 4e       |
| 2017-18 | Regionalliga Süd (IV)           | 6e       |
| 2018-19 | Regionalliga Süd (IV)           | 10e      |
| 2019-20 | Regionalliga Süd (IV)           | 9e       |

### Bilan européen
Légende
- Victoire ou qualification pour le tour suivant
- Match nul
- Défaite ou élimination de la compétition

Note : dans les résultats ci-dessous, le score du club est toujours donné en premier.
| Saison    | Compétition         | Tour                | Club                     | Domicile | Extérieur | Total     |
| --------- | ------------------- | ------------------- | ------------------------ | -------- | --------- | --------- |
| 2017-2018 | Ligue des champions | Barrages Q          | Liverpool FC             | 1 - 2    | 2 - 4     | 3 - 6     |
| 2017-2018 | Ligue Europa        | Groupe C            | SC Braga                 | 1 - 2    | 1 - 3     | Quatrième |
| 2017-2018 | Ligue Europa        | Groupe C            | Ludogorets Razgrad       | 1 - 1    | 1 - 2     | Quatrième |
| 2017-2018 | Ligue Europa        | Groupe C            | İstanbul Başakşehir      | 3 - 1    | 1 - 1     | Quatrième |
| 2018-2019 | Ligue des champions | Groupe F            | Chakhtar Donetsk         | 2 - 3    | 2 - 2     | Quatrième |
| 2018-2019 | Ligue des champions | Groupe F            | Manchester City          | 1 - 2    | 1 - 2     | Quatrième |
| 2018-2019 | Ligue des champions | Groupe F            | Olympique lyonnais       | 3 - 3    | 2 - 2     | Quatrième |
| 2020-2021 | Ligue Europa        | Groupe C            | KAA La Gantoise          | 4 - 1    | 4 - 1     | Premier   |
| 2020-2021 | Ligue Europa        | Groupe C            | Étoile rouge de Belgrade | 0 - 0    | 0 - 0     | Premier   |
| 2020-2021 | Ligue Europa        | Groupe C            | Slovan Liberec           | 5 - 0    | 2 - 0     | Premier   |
| 2020-2021 | Ligue Europa        | Seizièmes de finale | Molde FK                 | 0 - 2    | 3 - 3     | 3 - 5     |
| 2024-2025 | Ligue Europa        | Phase de ligue      | FC Midtjylland           | N/A      | 1 - 1     | 27e       |
| 2024-2025 | Ligue Europa        | Phase de ligue      | Dynamo Kiev              | 2 - 0    | N/A       | 27e       |
| 2024-2025 | Ligue Europa        | Phase de ligue      | FC Porto                 | N/A      | 0 - 2     | 27e       |
| 2024-2025 | Ligue Europa        | Phase de ligue      | Olympique lyonnais       | 2 - 2    | N/A       | 27e       |
| 2024-2025 | Ligue Europa        | Phase de ligue      | SC Braga                 | N/A      | 0 - 3     | 27e       |
| 2024-2025 | Ligue Europa        | Phase de ligue      | FCSB                     | 0 - 0    | N/A       | 27e       |
| 2024-2025 | Ligue Europa        | Phase de ligue      | Tottenham Hotspur        | 2 - 3    | N/A       | 27e       |
| 2024-2025 | Ligue Europa        | Phase de ligue      | RSC Anderlecht           | N/A      | 4 - 3     | 27e       |

## Infrastructures du club
Avant son accession en Bundesliga, TSG 1899 Hoffenheim jouait au Dietmar Hopp Stadion, un modeste stade de 6 050 places. Mais le club décida de construire un nouveau stade de 30 000 places à Sinsheim, la Rhein-Neckar-Arena. Les travaux s'achevèrent début 2009. Entre-temps, Hoffenheim joua au Carl-Benz-Stadion à Mannheim, distant d'une cinquantaine de kilomètres.

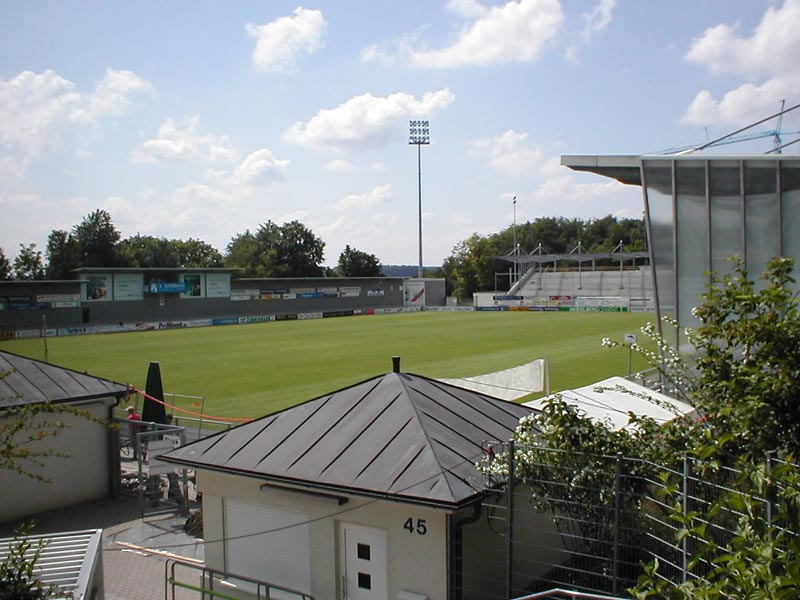
Dietmar Hopp Stadion
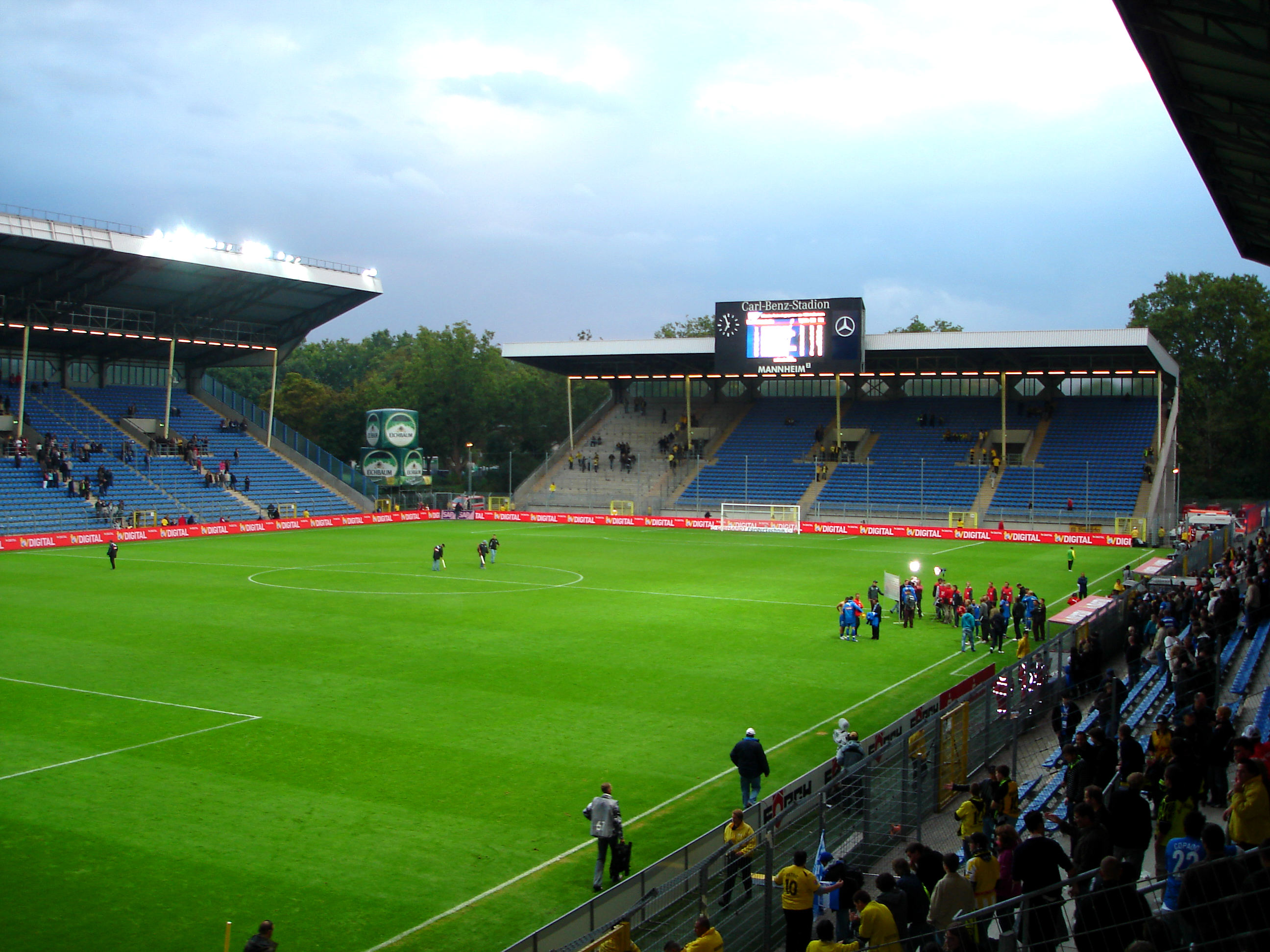
Carl-Benz-Stadion
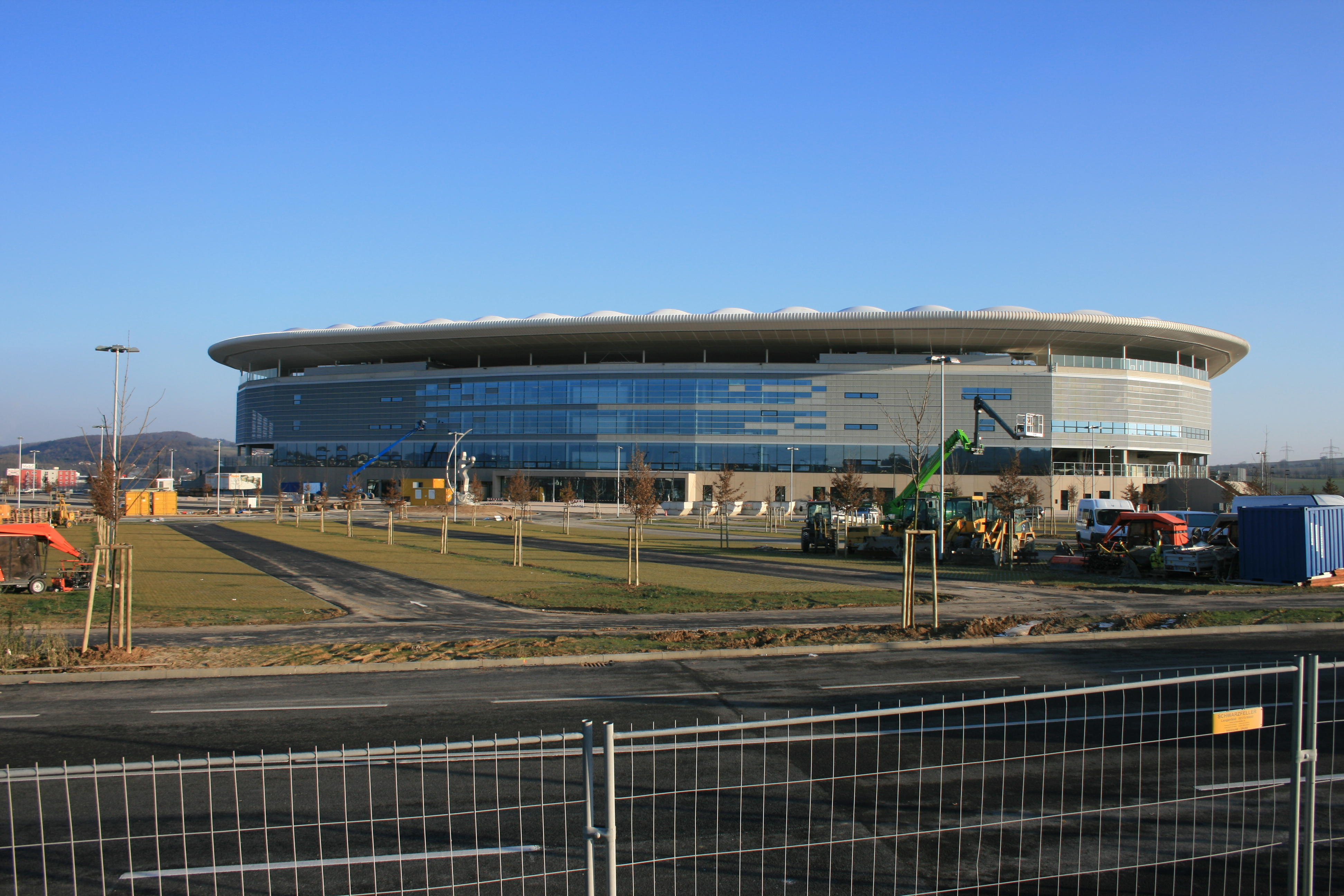
Rhein-Neckar-Arena